# Frătici, Argeș
Frătici este un sat în comuna Vedea din județul Argeș, Muntenia, România.